# La-Palma-Rieseneidechse
Die La-Palma-Rieseneidechse (Gallotia auaritae) ist eine, vom Aussterben bedrohte oder schon ausgestorbene, Art der Kanareneidechsen, sie lebte endemisch auf der Kanarischen Insel La Palma. Ein Foto einer Eidechse vom Juli 2007, die von José Antonio Mateo Miras, einem der Erstbeschreiber der Art, als wahrscheinlich dieser zugehörig eingeschätzt worden war, ließ die Hoffnung aufkommen, auch diese Art hätte, wie andere Rieseneidechsen der Kanaren, möglicherweise in einer Reliktpopulation bis heute überlebt. Dementsprechend wurde sie von der Weltnaturschutzunion IUCN in der Roten Liste von 2009 als „critically endangered“ (vom Aussterben bedroht), nicht als ausgestorben gelistet. Andere Experten bezweifeln den Fotobeleg. Da seitdem trotz Nachsuche keinerlei neue Sichtungen gelungen sind, erscheint es wahrscheinlich, dass die Art doch ausgestorben ist.

## Beschreibung
Abgesehen von dem Foto, dessen Artzugehörigkeit umstritten ist, liegen von der Art nur holozäne, subfossile Knochenreste vor. Sie wurde beschrieben anhand eines Unterkiefers (Holotypus), anderer Unterkieferknochen und Schädelknochen: Stirnbein, Scheitelbein, Postorbitofrontale als Teil der knöchernen Augenhöhle sowie verschiedener postcranialer Knochen, wie Wirbel und  Oberarmknochen (Humerus) und Oberschenkelknochen (Femur), meist nicht mehr im anatomischen Verband (disartikuliert). Nach Abschätzung der Autoren wäre eine Körperlänge von etwa 400 bis 444 Millimeter und ein Gewicht bis zu fünf Kilogramm zu erwarten. Durch einen im Jahr 2000 gefundenen (aber erst 2019 beschriebenen), pleistozänen fast vollständigen Schädel, der in vulkanische Matrix eingeschlossen war, konnte die Beschreibung präzisiert und besser mit Knochenmaterial anderer kanarischer Rieseneidechsen verglichen werden. Demnach erreicht die Art mit einer Stirnbeinlänge von etwa 40 Millimetern dieselbe Körpergröße wie die (ausgestorbene) Gallotia goliath (von Teneriffa). Gemeinsam mit dieser, aber anders als bei allen anderen Arten der Gattung ist der Rand des Stirnbeins gerade begrenzt, nicht in der Mitte eingebuchtet. Die Anzahl der Höcker der Zähne ist mit drei geringer als bei Gallotia stehlini (von Gran Canaria) und Gallotia goliath, sie stimmt mit derjenigen der anderen Arten der Gattung überein. Von Gallotia stehlini unterscheiden sie zwei Reihen von v-förmig angeordneten Gaumenzähnen. Bei Berücksichtigung der Körpergröße (Allometrie) ist die Zahl der Zähne geringer als bei den vergleichbar großen Gallotia simonyi (von El Hierro) und Gallotia bravoana (von La Gomera).

## Funde
Die Art wurde beschrieben anhand von Funden der Lokalitäten Roque de Mazo, La Cueva de los Murciélagos - Los Tilos und La Puntilla, alle in einer Höhe von weniger als 800 Metern auf der Insel La Palma. Der neue Schädelfund stammt aus dem Barranco de Las Angustias in der Caldera de Taburiente. Neben den fossilen Funden gab es immer wieder auch Berichte über die Sichtung lebender, großer Eidechsen (zusammengefasst bei Mateo 2009), die aber nie als definitiver Beleg gewertet werden konnten.

### Das Foto von 2007
2007 tauchte ein Foto eines Exemplars auf, von dem Experten wie José Antonio Mateo annahmen, dass es zu der Art gehört haben könnte. Durch die zuvor gelungene Wiederentdeckung der Rieseneidechsen Gallotia simonyi Anfang der 1970er Jahre auf El Hierro, der Getüpfelten Kanareneidechse (Gallotia intermedia) 1996 auf Teneriffa und der Gomera-Rieseneidechse (Gallotia bravoana) 1999 auf La Gomera bestand durchaus begründete Hoffnung, dass auch auf La Palma, etwa an unzugänglichen Felswänden, eine Reliktpopulation überdauert haben könnte. Das umstrittene Foto wurde, mit einem Teleobjektiv aus etwa 10 Meter Entfernung, an einer nicht näher bezeichneten Stelle im Nordosten der Insel gemacht. Allerdings war die Zuordnung von Anfang an umstritten. Nach dem Zoologen Aurelio Martín von der Universidad de La Laguna ist es nicht unwahrscheinlich, dass hier ein abweichend gefärbtes Exemplar der auf der Insel nicht seltenen Kanareneidechse (Gallotia galloti) abgelichtet worden ist. Mateo zufolge ist aber die blaue Färbung, die Martín auf dem Bild gesehen zu haben glaubt, zwar vorhanden, aber auf Lichtreflexionen zurückzuführen.
Aufgrund der Sichtungen und des Fotobelegs stufte die IUCN die Art 2009 als lebend (extant), aber vom Aussterben bedroht ein, wobei José Antonio Mateo selbst einer der urteilenden Experten war.
Arten, die als ausgestorben galten und dann überraschend lebend wieder auftauchen, werden als „Lazarus-Taxa“ bezeichnet. Oft erhalten sie enorme öffentliche Aufmerksamkeit, einschließlich Berichten in der Tagespresse, die sonst wenig Interesse an Artenschutzfragen zeigt, dies wurde bei dieser Art mit einer Google-Trends-Analyse bestätigt. Dies kann sich, durch verbesserte Finanzmittel, segensreich oder, aufgrund störender Sensationssucher, verhängnisvoll auswirken.

## Taxonomie und Systematik
Die Existenz von Knochen ungewöhnlich großer Eidechsen-Arten auf den Kanaren, unter anderem auf La Palma, war schon seit Ende des 19. Jahrhunderts bekannt. Über Status und Abgrenzung der Formen von den einzelnen Inseln gab es aber lange Zeit kontroverse Einschätzungen. Ob die Arten der westlichen Inseln, die in der Gallotia simonyi-Artengruppe zusammengefasst werden, besser als getrennte Arten oder als eine weit gefasste Art betrachtet werden sollen, war lange Zeit unklar und umstritten. Im Jahr 2001 stellten Fabiola Barahona und Kollegen die bisher verwendeten Artmerkmale in Frage und erklärten die Arten der Artengruppe anhand osteologischer Merkmale für real nicht unterscheidbar. Dieselbe Arbeitsgruppe veröffentlichte dann ein Jahr später anhand des Materials von La Palma die La-Palma-Rieseneidechse, im Rang einer Unterart Gallotia simonyi subsp. auaritae. Bei neueren Analysen wurden dann einige der umstrittenen Arten wieder validiert, dabei wurde die La-Palma-Rieseneidechse nun meist als Art eingestuft, ohne dass dies je formell festgeschrieben oder begründet worden wäre. Als Penélope Cruzado-Caballero und Kollegen 2019 die Art neu definierten, hielten sie formal am Artstatus fest, um das nomenklatorische Chaos nicht noch weiter zu vergrößern. Nach ihrer kladistischen Analyse ist die La-Palma-Rieseneidechse Schwesterart der El-Hierro-Rieseneidechse (Gallotia simonyi), die mit Gallotia intermedia und Gallotia bravoana die Gallotia simonyi-Artengruppe bildet.
Das Artepitheton auaritae steht im Genitiv und bezieht sich auf den Namen „Auarita“, mit dem die ersten Bewohner der Insel La Palma bezeichnet wurden.